# Sloten (Friesland)
Sloten (Fries: Sleat, [slɪ.ət]) is een (voormalige) vestingstad in de gemeente De Friese Meren, in de Nederlandse provincie Friesland. Sloten is via het Slotergat verbonden met het Slotermeer en is gelegen tussen Lemmer en Balk.
Sloten behoort tot de Friese elf steden en was tot 1984 een zelfstandige gemeente. Tot 1 januari 2014 behoorde Sloten tot de gemeente Gaasterland-Sloten. In 2023 telde Sloten 715 inwoners en is daarmee niet de kleinste stad van Nederland, hoewel dat wel vaak wordt gezegd. De stad is wel de kleinste Friese stad.

## Geschiedenis
Sloten is in de dertiende eeuw ontstaan als nederzetting bij een stins van de familie Van Harinxma thoe Slooten. Het bevond zich op een kruising van de handelsweg van Bentheim naar Stavoren met de vaarroute van Sneek naar de Zuiderzee. Er werd handel gedreven in kaas, boter en vlees. De familie had destijds veel conflicten met de Vetkopers. Van de stins is tegenwoordig niets meer terug te vinden. Sloten wordt op een oorkonde van 30 augustus 1426 als stad genoemd. In 1523 is de stad als laatste Friese vesting in handen gevallen van de erfgenamen van de graven van Holland. Tijdens het beleg van Sloten in 1523, waar Friese en Gelderse troepen waren gelegerd, is de Hollandse edelman Jan II van Wassenaer dodelijk verwond geraakt. De edelman was de laatste Hollander die omkwam in de strijd om het heerschap over Friesland.

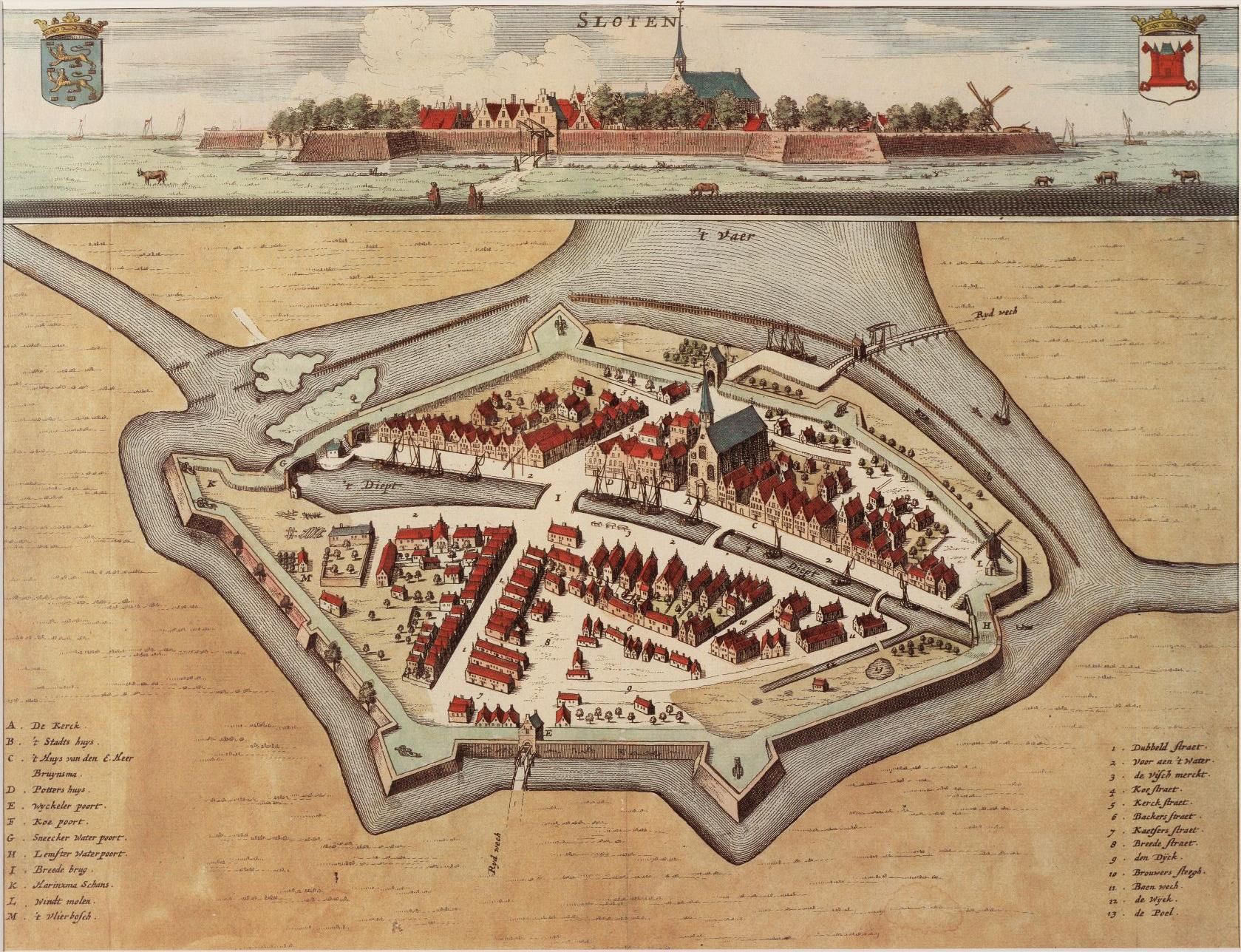
Historische kaart en stadsgezicht van Sloten uit 1664

Sloten bevond zich aan de belangrijke waterweg van Sneek naar de Zuiderzee en zo verder naar de Hanzesteden aan de IJssel. In Sloten kruiste deze de landweg van Duitsland naar Stavoren (Starum). Op deze kruising kon men dus tol heffen en strategische controle uitoefenen. De landweg liep via Doniawerstal over de gaasten (zandruggen) via Sloten, waar de waterweg was te overbruggen, naar Gaasterland en zo verder naar Stavoren, dat in de middeleeuwen een grote en belangrijke handelsstad was. Ook in de Tachtigjarige Oorlog vormde Sloten een belangrijke sleutelpositie. De Spanjaarden hebben de stad nog geprobeerd te veroveren door manschappen te verstoppen in een bierschip. De list mislukte. Aan het einde van de Tweede Wereldoorlog bliezen de Duitsers de brug over de Ee op om de voortgang van Canadese troepen te vertragen.

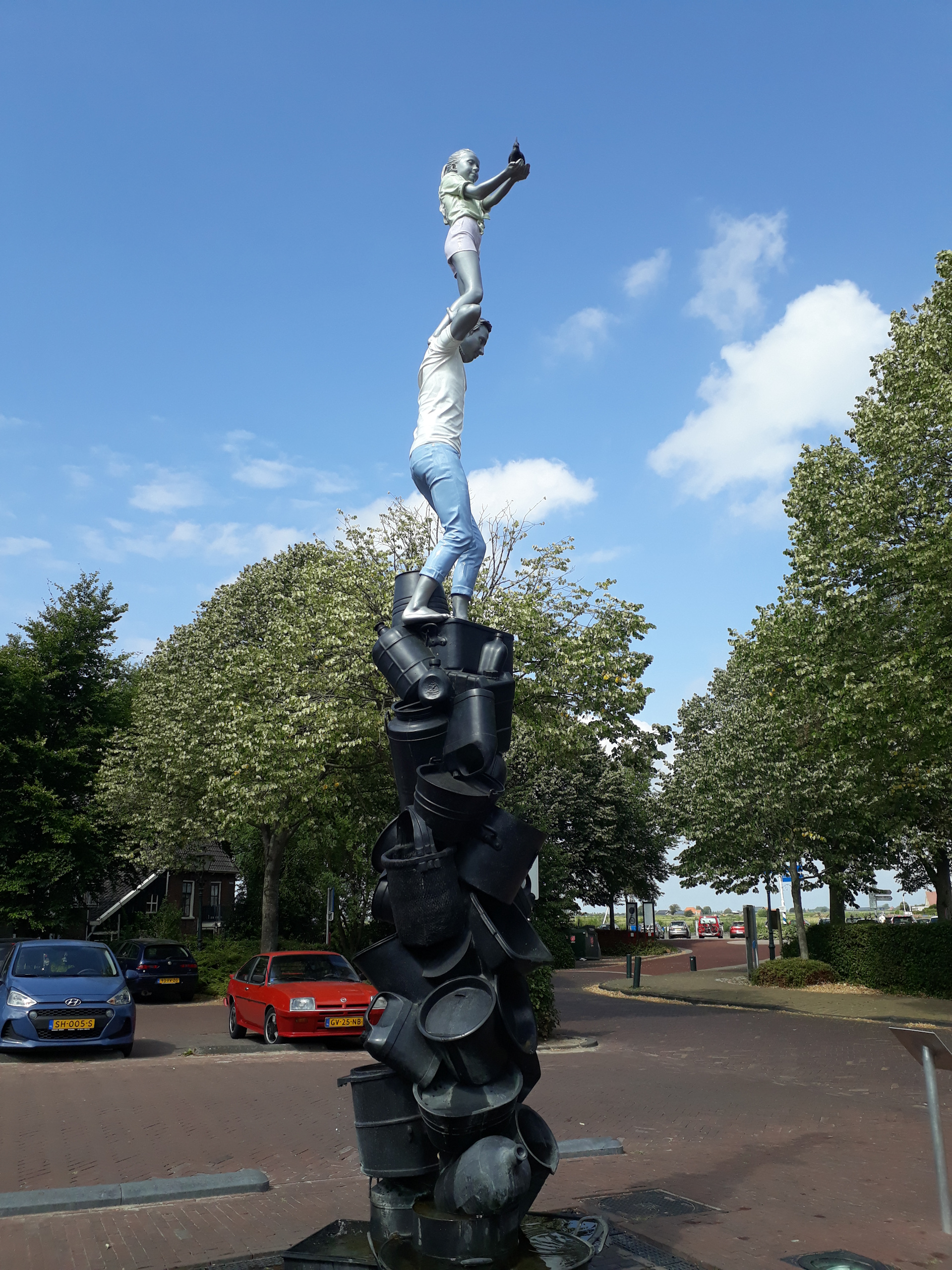
Kievit, fontein 11Fountains, sculptuur door Lucy & Jorge Orta

Nadien is Sloten niet meer van strategisch belang. De stad is in trek bij watersporters en dagjestoeristen. Aan de zuidzijde van de stad is in de jaren zeventig een jachthaven aangelegd waar ook enkele watersportbedrijven zijn gevestigd. Tevens staat er in de stad een grote fabriek die deel uitmaakt van het Nutreco-concern. Het bedrijf produceert melkvervangers voor jongvee (kalveren, biggen, etc.). In de omgeving van Sloten is er veel veeteelt, die een belangrijke basis vormt voor de lokale economie.

## Monumenten
Een deel van Sloten is een beschermd stadsgezicht, een van de beschermde stads- en dorpsgezichten in Friesland. De stad heeft de oorspronkelijke omwalling deels behouden en tevens is de oorspronkelijke structuur van Sloten bijna geheel bewaard. De vesting werd ontworpen en gebouwd door de bekende vestingbouwer Menno van Coehoorn, die in het nabijgelegen Wijckel ligt begraven. Sloten was in vestingtermen de ideale stad, haar vorm heeft veel van een ui, de stad wordt dan ook wel de "sipelstêd" (uistad) genoemd. In Sloten wordt elk jaar de jaarmarkt Sipelsneon (ui-zaterdag) gehouden.
In de stad zijn verschillende monumenten te vinden, zoals:
- De twee waterpoorten
- De waterweg "it djip" (het diep) met grachtenpanden.
- De korenmolen De Kaai uit 1755 (tot 2006 gewoonweg De Korenmolen geheten). Bij de molen staat een oud kanon dat in juli en augustus iedere vrijdagavond wordt afgeschoten door de stadsschutterij van Sloten.
- Het oude stadhuis waar tegenwoordig een museum over de stad en over toverlantaarns gevestigd is.
- Het "Bolwerk", de oude stadswallen die deels beplant zijn.

Zie ook:
- Lijst van rijksmonumenten in Sloten
- Lijst van gemeentelijke monumenten in Sloten

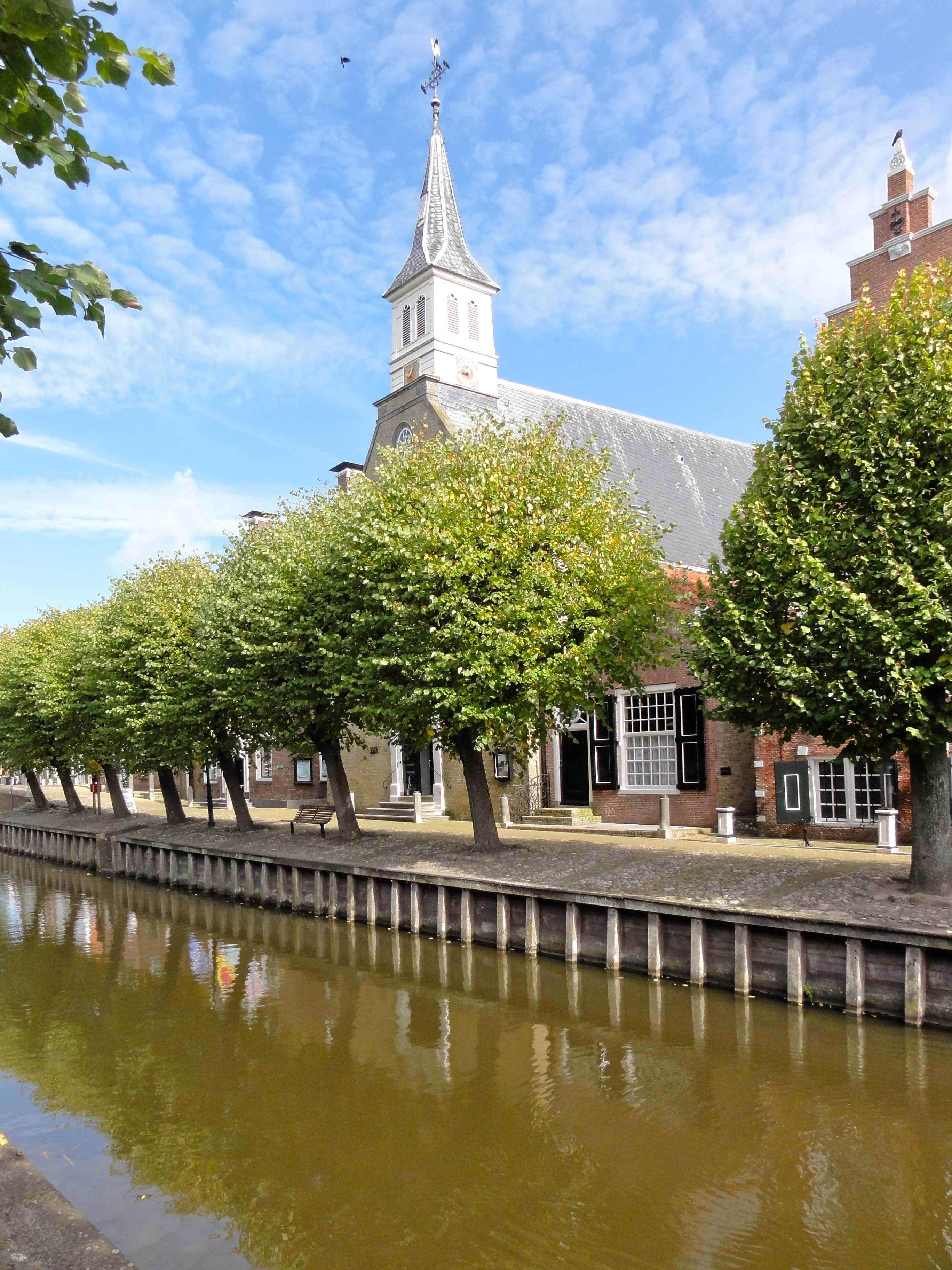
Hervormde kerk
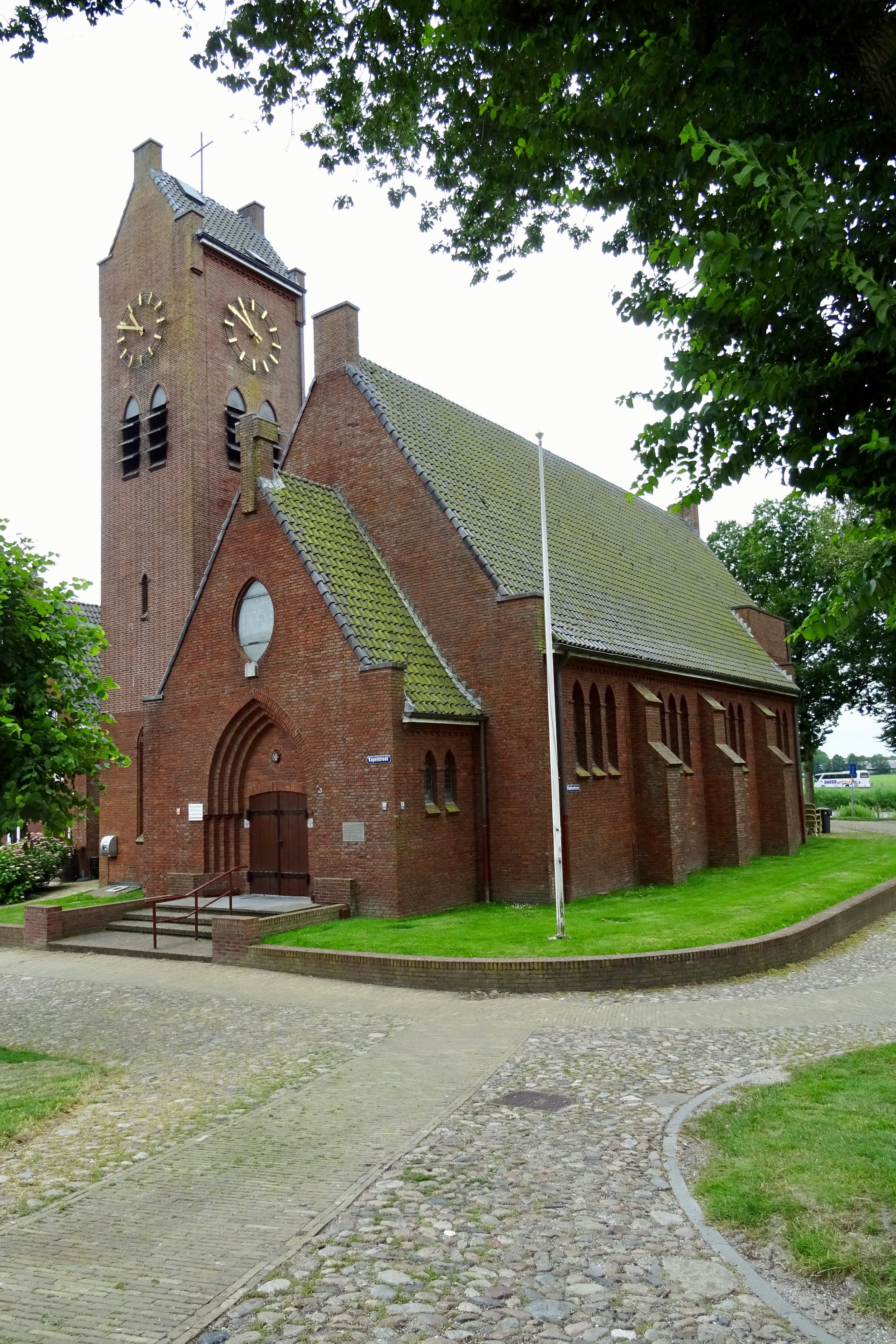
Sint-Fredericuskerk
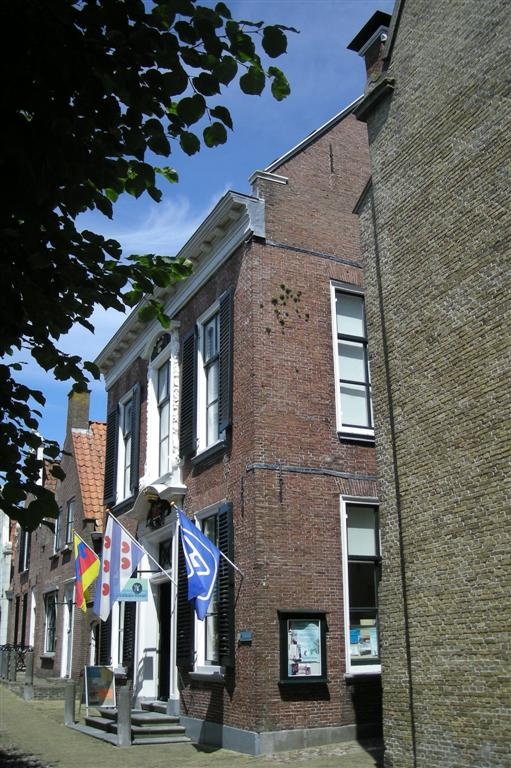
Museum Stadhuis

## Sport en recreatie

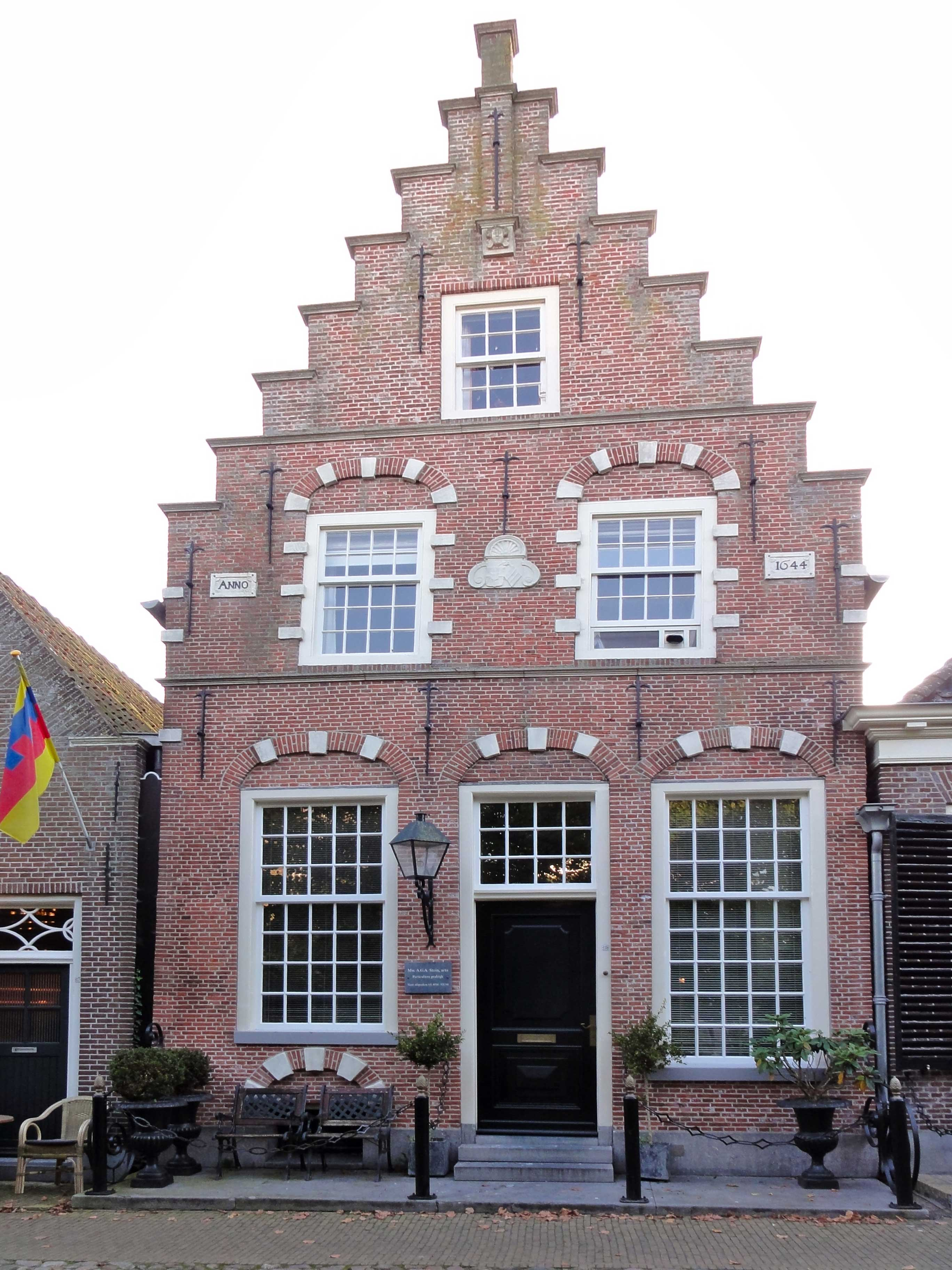
Pand aan de Voorstreek

De voetbalvereniging, VV Sleat werd opgericht in 1961. Daarnaast zijn er nog de volgende sportverenigingen:
- Tennisclub Sleat
- Gymvereniging T.H.O.R. (Tot Heil Onzere Ribbenkast)
- IJsclub de Eendracht
- Watersportvereniging Sleatemermar
- Dartclub Sleat
- Piksjit club
- Biljartvereniging Sleat

## Cultuur
- Vrouwenzangkoor 'De Sleattemer Kaaien'
- Muziekvereniging Stêd Sleat
- Sipelsneon, de jaarmarkt op de laatste zaterdag van juni.

## Onderwijs
In Sloten staat een kleine basisschool, De Klinkert.

## Openbaar vervoer
- Qbuzz buslijn 41: Lemmer - Sondel - Balk - Wijckel - Sloten - Tjerkgaast - Spannenburg - Sint Nicolaasga - Scharsterbrug - Joure - Heerenveen

## Geboren in Sloten
- Johan Petrus van Hylckama (1749-1816), politicus
- Epeus Anne Reinoud Lichtenvoort Cats (1848-1897), bestuurder en burgemeester van de gemeente Sloten
- Piet Klaasse (1918-2001), illustrator en grafisch ontwerper
- Willem Frans de Vreeze (1937), politicus
- Sisca Folkertsma (1997), voetbalster